# Luís Guilherme da Baviera
Luís Guilherme (Munique, 21 de junho de 1831 - Idem, 6 de novembro de 1920) foi um duque bávaro do ramo ducal da Casa de Wittelsbach.

## Biografia
Luís Guilherme (frequentemente chamado apenas de Luís) era o filho mais velho do duque Maximiliano na Baviera e da princesa Luísa Guilhermina da Baviera, e era irmão da imperatriz Isabel da Áustria (Sissi).
Ele seguiu carreira no Exército da Baviera, tornando-se major no 1º Regimento de Cavalaria Leve Real da Baviera "Imperador Nicolau da Rússia" (Königlich Bayerisches Chevaulegers-Regiment „Kaiser Nikolaus von Rußland“ Nr. 1) e ascendeu ao posto de general de cavalaria em 1859.

## Casamentos
Luís renunciou aos seus direitos dinásticos quando contraiu um casamento morganático com a atriz Henriette Mendel, que foi nomeada "Baronesa de Wallersee em seu casamento"; Henriette morreu em 12 de novembro de 1891.
Ele casou-se pela segunda vez com a prima ballerina Antonie Barth, em 19 de novembro de 1892 em Munique. O duque era quarenta anos mais velho que sua noiva, que não foi aceita na família do duque tão graciosamente quanto sua primeira esposa.  Ela foi criada "Baronesa de Bartolf". Em 1906, o duque declarou sua intenção de se casar com Fraulein Tordek, uma prima ballerina da Ópera Real de Munique. Bartolf deixou o duque em 1907 após anos de abuso físico e emocional. Eles se divorciaram em julho de 1913 depois que Frau Bartolf deu à luz uma filha, Hélène que o duque alegou não ser sua filha.

## Morte
Em novembro de 1920, Luís morreu em consequência de derrame induzido por parada cardíaca e foi enterrado no Ostfriedhof de Munique.